# Kreis Steinburg
Der Kreis Steinburg ist eine Gebietskörperschaft mit 132.447 Einwohnern (31. Dezember 2023) im Land Schleswig-Holstein. Er gehört zur Metropolregion Hamburg. Verwaltungssitz des Kreises ist die Stadt Itzehoe.

## Geographie
Der Kreis Steinburg grenzt im Norden an den Kreis Rendsburg-Eckernförde, im Osten an den Kreis Segeberg, im Südosten an den Kreis Pinneberg, im Südwesten an die Elbe und das Land Niedersachsen (mit dem Landkreis Stade) und im Westen an den Nord-Ostsee-Kanal, die Grenze zum Kreis Dithmarschen. Die höchste Erhebung im Kreis ist die Itzespitze mit 83,4 m ü. NHN. Weitere Erhebungen sind der Moränenkamm bei Itzehoe mit einer Höhe von 72 m ü. NHN und die Münsterdorfer Geestinsel mit einer Höhe von 32 m ü. NHN.
Im Kreisgebiet liegt in der Wilstermarsch bei Neuendorf-Sachsenbande zudem die tiefste Landstelle Deutschlands (3,54 m unter NHN).

## Landschaft
Bestimmende Landschaftselemente sind die Marsch in einem 10 bis 15 Kilometer breiten Streifen im Südwesten entlang der Elbe und die durch Moränen geprägte wellige und waldreiche Geest, hier besonders die Heide-Itzehoer Geest. Im Nordosten beginnt der Naturpark Aukrug. Die Stör, der drittlängste Fluss Schleswig-Holsteins, fließt durch den Kreis Steinburg und mündet dort in die Elbe.

## Geschichte
Der Name Steinburg rührt von der 1307 zum ersten Mal urkundlich erwähnten, von den holsteinischen Grafen errichteten Schutz- und Trutzburg, der Steinburg her, die bis ins 17. Jahrhundert Sitz des Vogtes, der dieses Amt als erbliches Lehen innehatte, und somit Verwaltungssitz des Amtes Steinburg war. Die Vögte Steinburgs, die im eigenen Interesse ihre Stellung weiter ausbauten, gerieten jedoch zunehmend in Konflikt mit den gräflichen Landesherren. Nach dem Abbruch der Burg ca. 1630 wurde das Amt Steinburg dann zunächst von Glückstadt und sodann von Itzehoe aus verwaltet.
Im Dreißigjährigen Krieg wurde Steinburg zwar mehrfach mit Einquartierungen belegt und geplündert, größere Zerstörungen blieben jedoch meist aus. 1657 im Dänisch-Schwedischen Krieg (1657 bis 1658) kam es indessen zu großen Brandschatzungen durch schwedische Soldaten.
In den napoleonischen Kriegen war Steinburg nur indirekt durch Transit und Einquartierungen sowie finanzielle Belastungen betroffen. Ab 1807 wurde Itzehoe jedoch kurzzeitig die Residenz des vor Napoléon ins Exil geflohenen Kurfürsten Wilhelm I. von Hessen-Kassel.
Vor der Schleswig-Holsteinischen Erhebung, an der ein großer Teil der Einwohner Steinburgs für die deutsch-gesinnte Schleswig-Holsteinische-Bewegung Partei nahm, tagte von 1835 bis 1848 und später erneut von 1852 bis 1863 in Itzehoe die Holsteinische Ständeversammlung und begründete hierdurch die Geschichte des Parlamentarismus in Schleswig-Holstein. Nach dem Deutsch-Dänischen Krieg fiel das Herzogtum Holstein und somit auch Steinburg zunächst an Österreich, dessen Statthalter Ludwig Karl Wilhelm von Gablenz am 11. Juni 1866 die holsteinische Ständeversammlung schließlich ein letztes Mal zusammen rief. Eine Tagung wurde jedoch durch die Begleiterscheinungen des Deutsch-Deutschen Krieges verhindert. Nach Ende des Krieges annektierte Preußen das Herzogtum Holstein.
Durch die „Verordnung, betreffend die Organisation der Kreis- und Distriktbehörden, sowie die Kreisvertretung in der Provinz Schleswig-Holstein“ vom 22. September 1867 wurden das Amt Steinburg, die Städte Itzehoe, Wilster, Crempe und Glückstadt sowie zahlreiche weitere Ortschaften zum Kreis Steinburg zusammengeschlossen. Die Grenzfestlegung von 1867 hatte bis zur Verabschiedung des zweiten Gesetzes über die Neuordnung von Gemeinde- und Kreisgrenzen sowie Gerichtsbezirken vom 23. Dezember 1969 Bestand.

### NS-Zeit
Bereits bei der Parteigründung der schleswig-holsteinischen NSDAP im März 1925 in Neumünster gehörte der Kreis Steinburg zu den am stärksten repräsentierten Regionen: Von insgesamt 27 Gründungsmitgliedern stammten fünf aus dem Kreisgebiet. Der Gauleiter (1925–1945) und Oberpräsident der Provinz Schleswig-Holstein (1933–1945), Hinrich Lohse, gebürtig aus Mühlenbarbek im Kreis Steinburg, stellte die Bauern und die Landwirtschaft in den Mittelpunkt seiner Politik. Bei der Reichstagswahl im Mai 1928 gewann die NSDAP bereits über 10 % der Stimmen im Kreis Steinburg, während ihr Gesamtergebnis für Schleswig-Holstein lediglich bei 4,1 % lag. Im Jahr 1930 gab es 34 Ortsgruppen der Partei im Kreisgebiet mit mindestens 2.000 Mitgliedern, so bspw. in den Städten Itzehoe (1930: 280 Mitglieder), Kellinghusen (1930: 150 Mitglieder) und Krempe (1930: 90 Mitglieder) sowie in den Dörfern Mühlenbarbek (1929: 35 bis 40 Mitglieder), Wewelsfleth (1930: 80 Mitglieder) und Hennstedt (1930: 90 bis 100 Mitglieder).
Nach der Machtergreifung 1933 wurden die Verbände der gewerblichen Wirtschaft, des Handwerks und des Handels im Zuge der Gleichschaltung beseitigt und die Selbstverwaltung der Wirtschaft damit abgeschafft. Die erzwungene und freiwillige Anpassung ermöglichte der NSDAP auch im Kreis Steinburg eine nahezu vollständige Kontrolle aller gesellschaftlichen Bereiche.
Die ersten Zwangsarbeiter erreichten Schleswig-Holstein bereits kurz nach Beginn des Zweiten Weltkrieges im September 1939. In Itzehoe gab es mehrere Zwangsarbeitslager.
Viele dieser Männern und Frauen sind zwischen 1941 und 1945 im Kreis Steinburg verstorben. Sie kamen aus Italien, Lettland, Litauen, Polen, der Ukraine, Russland und Ungarn. Ein Gedenkstein auf dem Brunnenfriedhof in Itzehoe erinnert an ihre Namen.
Gleichzeitig war der Kreis Steinburg von 1933 bis 1945 Schauplatz für die Ausgrenzung und Vertreibung zahlreicher Menschen, die vom NS-Regime entweder als „jüdisch“ oder politisch missliebig verfolgt oder aus anderen Gründen aus der Volksgemeinschaft ausgeschlossen wurden. Viele der als Juden verfolgten Bürger des Kreises wurden zum Opfer des Holocaust, so auch die Familie Rieder, die in Itzehoe seit 1923 ein Schuhgeschäft betrieben hatten. Sie kamen 1944 in das Ghetto Uschhorod (Ukraine) und wurden anschließend ins KZ  Auschwitz deportiert und ermordet. Allein in Itzehoe wurden vier jüdische Kaufmannsfamilien ins Exil vertrieben oder in das KZ Auschwitz deportiert. Elf Stolpersteine, die 2006 verlegt wurden, erinnern an das Verfolgungsschicksal dieser NS-Opfer. Von den Spuren des Zweiten Weltkrieges zeugen auch die Sowjetischen Kriegsgräberstätten im Kreis Steinburg.

### Nachkriegszeit
Mit Wirkung vom 26. April 1970 wurden die Gemeinden Aasbüttel, Agethorst, Besdorf, Bokelrehm, Bokhorst, Gribbohm, Holstenniendorf, Nienbüttel, Nutteln, Oldenborstel, Puls, Schenefeld, Siezbüttel, Vaale, Vaalermoor, Wacken und Warringholz des aufgelösten Kreises Rendsburg in den Kreis Steinburg eingegliedert und dem Amt Schenefeld zugeordnet. Hierdurch wuchs das Kreisgebiet um rd. 120 km² auf die heutige Größe.

## Kontroverse um den Neubau der Kreisverwaltung
Die Kreisverwaltung ist in verschiedenen Gebäuden in Itzehoe untergebracht, unter anderem in drei benachbarten Häusern in der Viktoriastraße: im ehemaligen Bahnhofshotel, im Bollhardt’schen Gebäude und im ehemaligen Landratsamt.
Der Kreis plante einen Abriss und einen Neubau moderner Gebäude an dieser Stelle. Lediglich das denkmalgeschützte Landratsamt sollte bestehen bleiben.
- Im ersten Bürgerentscheid des Kreises wurde dies 2014 verhindert.[8]
- Die Fassaden und Dächer der Viktoriastraße wurde im Sommer 2016 vom Landesamt für Denkmalpflege Schleswig-Holstein als Gesamtheit unter Denkmalschutz gestellt.[9][10]
- Im Juni 2017 reichte der Kreis Steinburg Klage gegen den Denkmalschutz ein.[10]
- Im April 2018 stimmte der Kreistag dem Erhalt der Fassaden zu.[11]

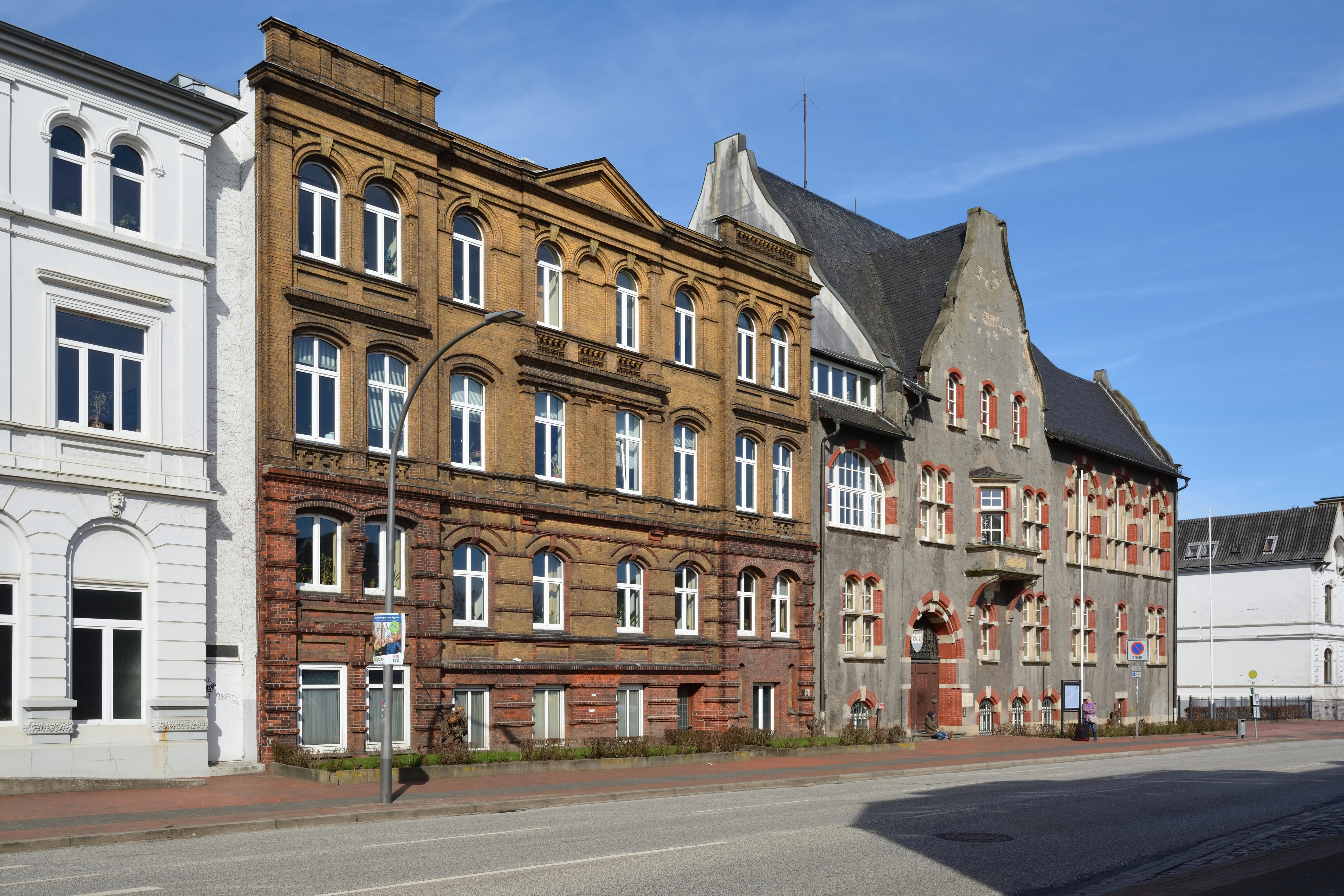
Überblick
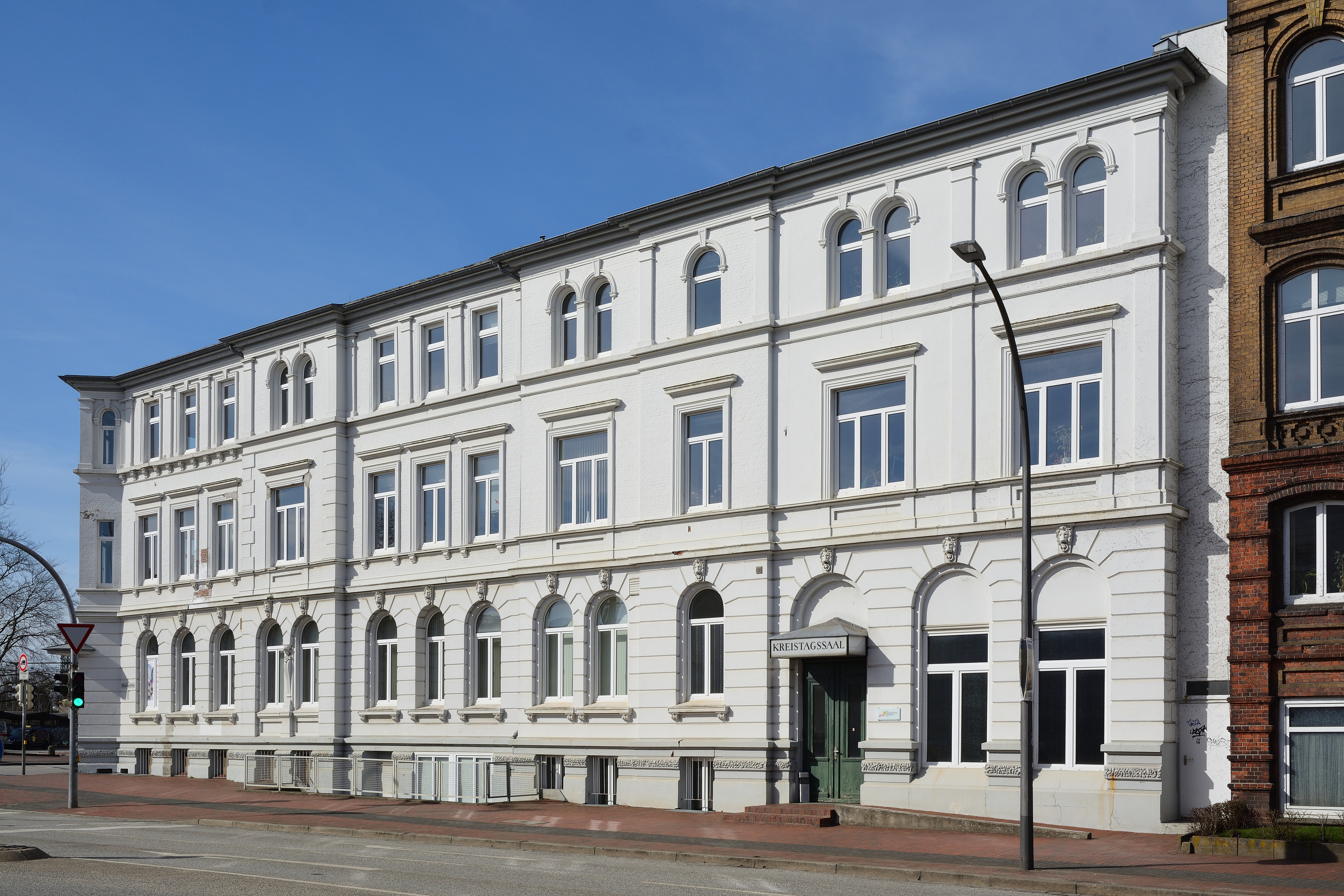
Ehemaliges Bahnhofshotel
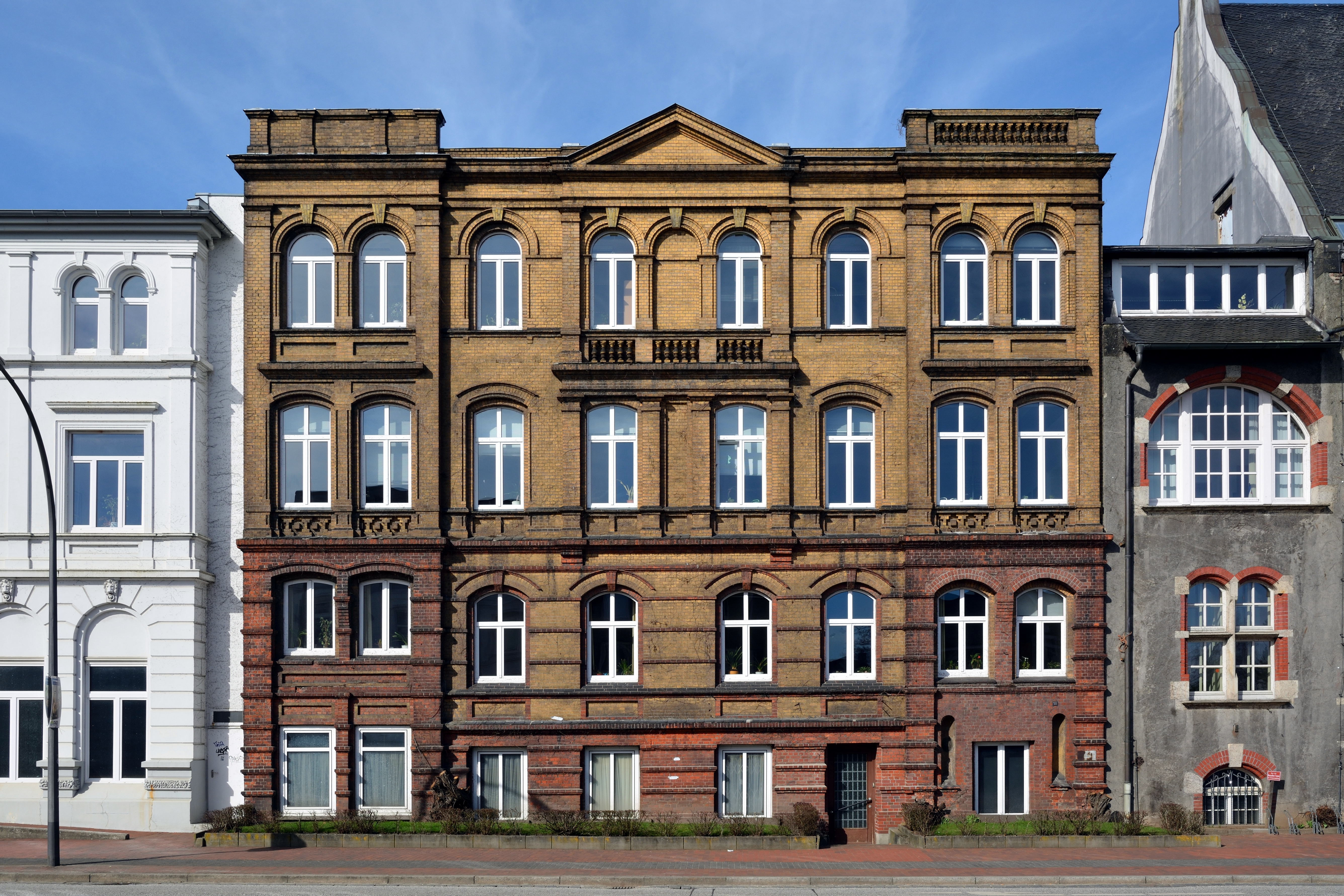
Bollhardt’sches Gebäude
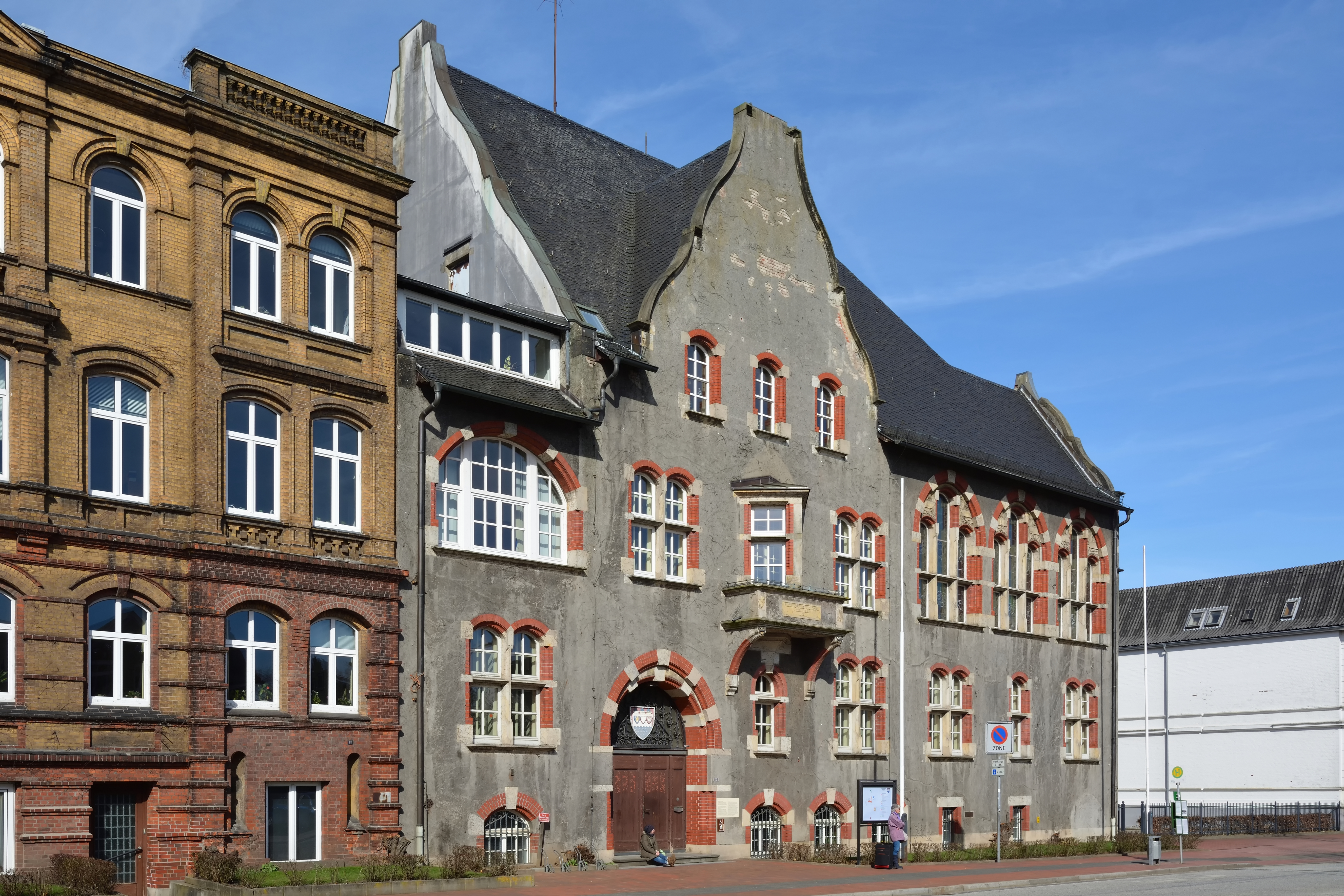
Altes Landratsamt

## Einwohnerentwicklung

Einwohnerentwicklung nach jeweiligem Kreisgebiet (blau) und aktuellem Gebietsstand (rot) von 1871 bis 2016 nach nebenstehenden Tabellen

### Jeweiliges Kreisgebiet

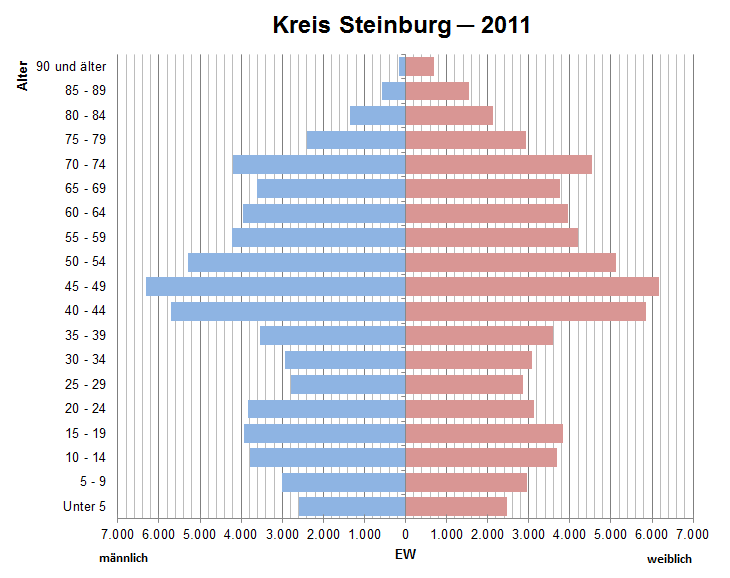
Bevölkerungspyramide für den Kreis Steinburg (Datenquelle: Zensus 2011)

| Jahr | Einwohner | Quelle |
| ---- | --------- | ------ |
| 1890 | 67.439    | [ 12 ] |
| 1900 | 78.836    | [ 12 ] |
| 1910 | 83.108    | [ 12 ] |
| 1925 | 81.422    | [ 12 ] |
| 1939 | 82.999    | [ 12 ] |
| 1946 | 161.300   | [ 13 ] |
| 1950 | 156.045   | [ 12 ] |

| Jahr | Einwohner | Quelle |
| ---- | --------- | ------ |
| 1960 | 122.300   | [ 12 ] |
| 1970 | 131.800   | [ 14 ] |
| 1980 | 128.900   | [ 15 ] |
| 1990 | 128.600   | [ 12 ] |
| 2000 | 136.027   | [ 16 ] |
| 2010 | 132.897   | [ 16 ] |

### Heutiger Gebietsstand
Die Einwohnerzahlen bis 1970 beziehen sich auf den Gebietsstand am 27. Mai 1970.
| Datum          | Einwohner |
| -------------- | --------- |
| 1. Dez. 1871   | 64.706    |
| 1. Dez. 1885   | 66.033    |
| 2. Dez. 1895   | 77.111    |
| 1. Dez. 1905   | 84.576    |
| 16. Juni 1925  | 86.711    |
| 17. Mai 1939   | 91.078    |
| 13. Sept. 1950 | 165.255   |

| Datum         | Einwohner |
| ------------- | --------- |
| 6. Juni 1961  | 128.507   |
| 27. Mai 1970  | 131.836   |
| 25. Mai 1987  | 125.620   |
| 30. Juni 2002 | 136.784   |
| 31. Dez. 2007 | 134.664   |
| 31. Dez. 2012 | 130.135   |
| 31. Dez. 2016 | 131.875   |

### Konfessionsstatistik
Gemäß der Volkszählung 2011 waren 58,8 % der Einwohner evangelisch, 4,2 % römisch-katholisch und 37,0 % waren konfessionslos, gehörten einer anderen Glaubensgemeinschaft an oder machten keine Angabe.  Der Anteil der Protestanten und Katholiken an der Gesamtbevölkerung ist seitdem jährlich um 1 % gesunken. Gemäß dem Zensus 2022 waren 46,2 % der Einwohner evangelisch, 3,9 % römisch-katholisch und 49,9 % waren konfessionslos, gehörten einer anderen Glaubensgemeinschaft an oder machten keine Angabe.

## Politik

### Kreistag
| Kreiswahl Steinburg 2023Wahlbeteiligung: 51,9 % 50403020100 40,5 %18,4 %14,2 %10,6 %5,9 %5,2 %4,3 %0,8 %n. k. %n. k. %keine % CDUSPDGrüneAfDFDPBLSfFWBasisLinkeWIStjSonst.Gewinne und Verlusteim Vergleich zu 2018 %p 6 4 2 0 −2 −4+1,2 %p−2,8 %p−0,1 %p+4,5 %p−1,5 %p+3,2 %p+2,3 %p+0,8 %p−3,9 %p−1,7 %p−2,1 %pCDUSPDGrüneAfDFDPBLSFWBasisLinkeWIStSonst.Anmerkungen:f Bürgerliste Steinburgj Wählerinitiative Steinburg | Sitzverteilung im Kreistag Steinburg seit 2023Insgesamt 55 Sitze - SPD: 10 - Grüne: 8 - BLS: 3 - FW: 2 - FDP: 3 - CDU: 23 - AfD: 6 |

| Partei                            | Prozent 2003 | Prozent 2008 | Mandate 2008 | Prozent 2013 | Mandate 2013 | Prozent 2018 | Mandate 2018 |
| --------------------------------- | ------------ | ------------ | ------------ | ------------ | ------------ | ------------ | ------------ |
| CDU                               | 54,5 %       | 43,9 %       | 24           | 40,1 %       | 18           | 39,3 %       | 22           |
| SPD                               | 27,7 %       | 25,0 %       | 13           | 27,7 %       | 13           | 21,2 %       | 12           |
| Grüne                             | 8,2 %        | 9,4 %        | 5            | 11,4 %       | 5            | 14,3 %       | 8            |
| FDP                               | 5,5 %        | 9,3 %        | 5            | 5,6 %        | 3            | 7,4 %        | 4            |
| AfD                               | –            | –            | –            | –            | –            | 6,1 %        | 3            |
| Linke                             | –            | 6,1 %        | 3            | 2,0 %        | 1            | 3,9 %        | 2            |
| Piraten                           | –            | –            | –            | 2,7 %        | 1            | –            | –            |
| Bürgerliste Steinburg (BLS)       | –            | –            | –            | 5,5 %        | 2            | 2,0 %        | 1            |
| Freie Wähler (FW)                 | –            | –            | –            | 2,6 %        | 1            | 2,0 %        | 1            |
| WählerInitiative Steinburg (WISt) | 4,1 %        | 5,4 %        | 2            | 2,4 %        | 1            | 1,7 %        | 1            |
| Blasberg, Gerhard                 | –            | –            | –            | –            | –            | 0,8 %        | 0            |
| Dr. Hansen, Siegfried             | –            | –            | –            | –            | –            | 0,8 %        | 0            |
| Frauen für Steinburg              | –            | –            | –            | –            | –            | 0,6 %        | 0            |
| Demokraten                        | –            | 0,8          | –            | –            | –            | –            | –            |
| Gesamt                            | 100 %        | 100 %        | 52           | 100 %        | 45           | 100 %        | 54           |
| Wahlbeteiligung                   | k. A.        | 49,8 %       | 49,8 %       | 49,6 %       | 49,6 %       | 49,3 %       | 49,3 %       |

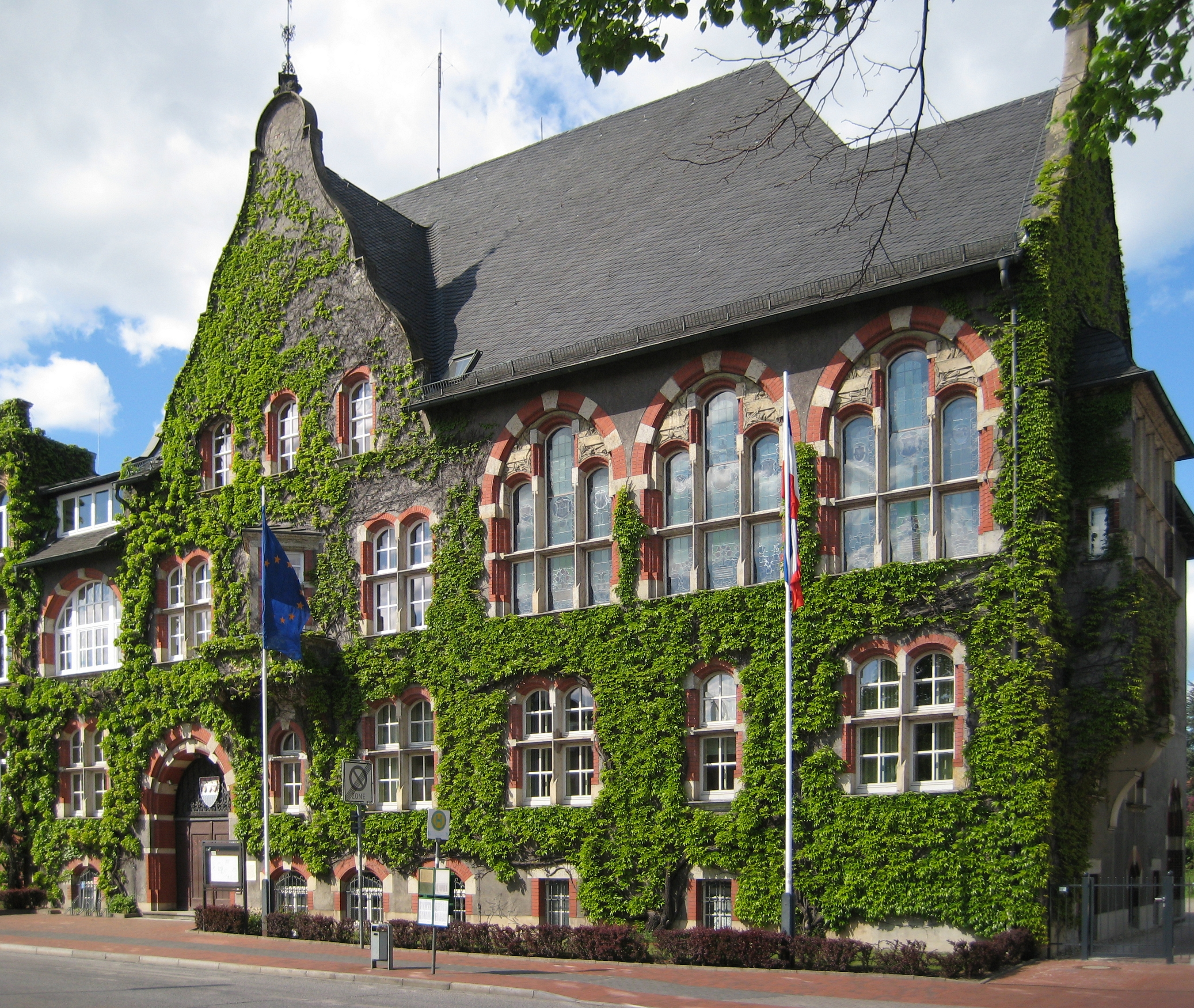
Kreishaus des Kreises Steinburg in Itzehoe, Viktoriastraße (Foto 2011)

Nach der Kommunalwahl 2018 bilden die Kreistagsmitglieder von Freie Wähler und BLS eine gemeinsame Fraktion. Das Kreistagsmitglied der WISt bleibt als einziges fraktionslos.

### Landräte
- 1868–1889: Ernst Christian von Harbou
- 1889–1891: Ferdinand Berg
- 1891–1903: Franz Karl Konstantin Hermann Jungé
- 1903–1904: Konrad von Rittberg
- 1904–1923: Reinhard Pahlke
- 1923–1932: Konrad Göppert
- 1932–1936: Wilhelm Ide
- 1936–1945: Friedrich Karl von Lamprecht
- 1945–1946: Adolf Rohde
- 1946–1946: Carl Stein
- 1946–1947: Wilhelm Käber, (SPD)
- 1947–1948: Willi Steinhörster, (SPD)
- 1948–1950: Adolf Rohde
- 1950–1954: Georg Pahlke
- 1955–1972: Peter Matthiessen (CDU)
- 1972–1982: Helmut Brümmer
- 1982–2009: Burghard Rocke, (CDU)
- 2009–2010: Heinz Seppmann, (CDU)
- 2010–2012: Jens Kullik, (parteilos) (abgewählt am 14. Mai 2012)[22]
- 2012–2013: Heinz Seppmann (CDU) (als ehrenamtlicher Stellvertreter des abgewählten Landrates Kullik)
- 2013–2021: Torsten Wendt (parteilos)[23] (abberufen am 29. April 2021)[24]
- 2021–2022: Heinz Seppmann (CDU) (kommissarisch)
- seit 10/2022: Claudius Teske (parteilos)

### Kreispräsidenten
- 1950–1950: Hans Frese
- 1950–1951: Emil Staben, SPD
- 1951–1962: Peter Dohrn, CDU
- 1962–1966: Emil Staben, SPD
- 1966–1970: Peter Dohrn, CDU
- 1970–1974: Alfred von Rosenberg
- 1974–1982: Annemarie Degkwitz, CDU
- 1982–1990: Georg Rösler, CDU
- 1990–1994: Doris Reich, CDU
- 1994–2003: Klaus-Peter Wenzlaff, SPD
- 2003–2013: Hans-Friedrich Tiemann († 2020[25]), CDU
- Seit 2013: Peter Labendowicz, CDU[26]

### Bundestag
Direkt gewählter Abgeordneter im Deutschen Bundestag aus dem Kreis Steinburg ist der CDU-Politiker Mark Helfrich. In den ländlichen Gemeinden des Kreises liegt der Stimmenanteil der CDU weit über dem Landesdurchschnitt, bei der Bundestagswahl 2017 wurde in Bekdorf und Christinenthal die SPD drittstärkste Kraft, hinter CDU und FDP. Insgesamt ist der Kreis eher bürgerlich geprägt.

## Hoheitssymbole
Der Kreis Steinburg führt ein Siegel, ein Wappen und eine Flagge.

### Wappen
| Wappen des Kreises Steinburg | Blasonierung: „In Rot über blauen Wellen eine silberne Burg mit drei blau bedachten Zinnentürmen; unter dem Zinnenkranz aufgelegt drei Schilde: 1. in Blau der silbern und golden gekleidete Christus mit zum Segen erhobener Rechten, in der Linken die rote Weltkugel haltend; 2. in Rot ein silbernes Nesselblatt; 3. in Rot ein flugbereiter silberner Schwan mit einer goldenen Krone um den Hals.“ |
| Wappen des Kreises Steinburg | |

### Flagge

Flagge des Kreises Steinburg

Die Beschreibung der Flagge lautet wie folgt: „Die Flagge des Kreises Steinburg trägt im ersten Drittel des weißen Fahnentuches das Kreiswappen. Das Fahnentuch ist oben und unten durch einen blauen Rand begrenzt, der symbolisch die Flüsse Stör und Elbe darstellt.“

## Wirtschaft und Verkehr
Im sogenannten Zukunftsatlas 2016 belegte der Kreis Steinburg Platz 277 von 402 Landkreisen, Kommunalverbänden und kreisfreien Städten in Deutschland und zählt damit zu den Regionen mit „ausgeglichenem Chancen-Risiko-Mix“ für die Zukunft. Im Zukunftsatlas 2022 belegte Steinburg im Mittel Platz 271 von 400, im Dynamikranking jedoch den 120. Platz, was einer „hohen Dynamik“ entspricht.

### Wichtige Straßenverbindungen
- Itzehoe–Hamburg (Bundesautobahn 23)
- Itzehoe–Kiel
- Itzehoe–Lübeck (Bundesstraße 206)
- Itzehoe–Heide (Bundesautobahn 23)
- Itzehoe–Brunsbüttel
- Itzehoe–Glückstadt

### Wichtige Fähren
- Elbfähre Glückstadt–Wischhafen
- Störfähre Else in Beidenfleth
- Fähren über den Nord-Ostsee-Kanal: Brunsbüttel, Ostermoor, Kudensee, Burg, Hochdonn, Hohenhörn

### Schienenverkehr
- Hamburg–Itzehoe–Westerland (Sylt)
- Hamburg–Elmshorn–Horst–Wrist–Kiel
- Wrist–Itzehoe, 1975 Personenverkehr eingestellt, 1995–1996 stillgelegt und später vollständig abgebaut.

Seit dem 1. Januar 2022 gehört der Kreis zum Hamburger Verkehrsverbund.

### Häfen
- Glückstadt (Außenhafen), Wassertiefe 6,00 m bei MHw (mittleres Hochwasser)
- Glückstadt (Binnenhafen), Wassertiefe 4,50 m bei Nw (Niedrigwasser)
- Itzehoe (Suder Hafen), Wassertiefe 3,80 m bei MThw (mittleres Tidehochwasser)

## Gemeinden
(Einwohner am 31. Dezember 2023)
| Amtsfreie Gemeinden                                                                     | Amtsfreie Gemeinden |
| --------------------------------------------------------------------------------------- | ------------------- |
| - 1. Glückstadt, Stadt (11.492) - 2. Itzehoe, Stadt (32.411) - 3. Wilster, Stadt (4314) |                     |

Ämter mit amtsangehörigen Gemeinden (* = Sitz der Amtsverwaltung)
| - 1. Amt Breitenburg (8621) 1. Auufer (129) 2. Breitenberg (324) 3. Breitenburg * (1252) 4. Kollmoor (34) 5. Kronsmoor (177) 6. Lägerdorf (2665) 7. Moordiek (112) 8. Münsterdorf (1818) 9. Oelixdorf (1547) 10. Westermoor (397) 11. Wittenbergen (166) - 2. Amt Horst-Herzhorn (15.887) 1. Altenmoor (229) 2. Blomesche Wildnis (593) 3. Borsfleth (781) 4. Engelbrechtsche Wildnis (786) 5. Herzhorn (1124) 6. Hohenfelde (885) 7. Horst (Holstein) * (5891) 8. Kiebitzreihe (2171) 9. Kollmar (1641) 10. Krempdorf (235) 11. Neuendorf b. Elmshorn (791) 12. Sommerland (760) - 3. Amt Itzehoe-Land (10.224) (Sitz: Itzehoe) 1. Bekdorf (89) 2. Bekmünde (151) 3. Drage (228) 4. Heiligenstedten (1516) 5. Heiligenstedtenerkamp (719) 6. Hodorf (200) 7. Hohenaspe (1905) 8. Huje (261) 9. Kaaks (447) 10. Kleve (527) 11. Krummendiek (85) 12. Lohbarbek (799) 13. Mehlbek (415) 14. Moorhusen (69) 15. Oldendorf (1087) 16. Ottenbüttel (720) 17. Peissen (292) 18. Schlotfeld (224) 19. Silzen (154) 20. Winseldorf (336) | - 4. Amt Kellinghusen (22.777) 1. Brokstedt (2235) 2. Fitzbek (397) 3. Hennstedt (614) 4. Hingstheide (78) 5. Hohenlockstedt (5924) 6. Kellinghusen, Stadt * (8251) 7. Lockstedt (155) 8. Mühlenbarbek (255) 9. Oeschebüttel (181) 10. Poyenberg (361) 11. Quarnstedt (434) 12. Rade (102) 13. Rosdorf (340) 14. Sarlhusen (445) 15. Störkathen (86) 16. Wiedenborstel (10) 17. Willenscharen (172) 18. Wrist (2359) 19. Wulfsmoor (378) - 5. Amt Krempermarsch (9367) 1. Bahrenfleth (588) 2. Dägeling (1049) 3. Elskop (158) 4. Grevenkop (330) 5. Krempe, Stadt * (2447) 6. Kremperheide (2283) 7. Krempermoor (550) 8. Neuenbrook (694) 9. Rethwisch (541) 10. Süderau (727) | - 6. Amt Schenefeld (10.875) 1. Aasbüttel (160) 2. Agethorst (190) 3. Besdorf (236) 4. Bokelrehm (135) 5. Bokhorst (135) 6. Christinenthal (65) 7. Gribbohm (405) 8. Hadenfeld (140) 9. Holstenniendorf (431) 10. Kaisborstel (71) 11. Looft (370) 12. Nienbüttel (134) 13. Nutteln (257) 14. Oldenborstel (111) 15. Pöschendorf (257) 16. Puls (557) 17. Reher (726) 18. Schenefeld * (2816) 19. Vaale (1218) 20. Vaalermoor (124) 21. Wacken (2040) 22. Warringholz (297) - 7. Amt Wilstermarsch (6479) (Sitz: Wilster) 1. Aebtissinwisch (44) 2. Beidenfleth (845) 3. Brokdorf (1009) 4. Büttel (29) 5. Dammfleth (264) 6. Ecklak (286) 7. Kudensee (115) 8. Landrecht (112) 9. Landscheide (244) 10. Neuendorf-Sachsenbande (425) 11. Nortorf (804) 12. Sankt Margarethen (807) 13. Stördorf (127) 14. Wewelsfleth (1368) |

### Ehemalige Gemeinden
Die folgende Liste enthält alle ehemaligen Gemeinden des Kreises Steinburg:
| Gemeinde              | eingemeindet nach      | Datum der Eingemeindung |
| --------------------- | ---------------------- | ----------------------- |
| Bekhof                | Oldendorf              | 1. Januar 1976          |
| Edendorf              | Itzehoe                | 1. Juni 1963            |
| Eversdorf             | Kaaks                  | 1. April 1939           |
| Grönhude              | Kellinghusen           | 19. März 1900           |
| Groß Kollmar          | Kollmar                | 1. September 1974       |
| Itzehoer Klosterhof   | Itzehoe                | 1. April 1936           |
| Klein Kollmar         | Kollmar                | 1. September 1974       |
| Moordorf              | Westermoor             | 1. März 2008            |
| Mühlenbek             | Kellinghusen           | 19. März 1900           |
| Neuendorf bei Wilster | Neuendorf-Sachsenbande | 1. Januar 2003          |
| Overndorf             | Kellinghusen           | 19. März 1900           |
| Rahde                 | Kleve                  | 1. Januar 1978          |
| Rensing               | Kellinghusen           | 1. April 1960           |
| Sachsenbande          | Neuendorf-Sachsenbande | 1. Januar 2003          |
| Siebenecksknöll       | Wulfsmoor              | 1. April 1970           |
| Siezbüttel            | Schenefeld             | 1. Januar 2013          |
| Stellau               | Wrist                  | 1. April 1938           |
| Sude                  | Itzehoe                | 1. November 1911        |
| Vorbrügge             | Kellinghusen           | 19. März 1900           |

Die Gemeinde Lockstedter Lager wurde 1956 in Hohenlockstedt umbenannt.

## Schutzgebiete
Im Kreis befinden sich acht ausgewiesene Naturschutzgebiete (Stand Februar 2017).

## Kfz-Kennzeichen
Am 1. Juli 1956 wurde dem Kreis bei der Einführung der bis heute gültigen Kfz-Kennzeichen das Unterscheidungszeichen IZ (Itzehoe) zugewiesen. Es wird durchgängig bis heute ausgegeben. Die Kombination IZ – AN wird nicht ausgegeben, da diese Kombination im Rückspiegel und rückwärts gelesen Nazi heißt.

## Sonstiges
Dem Kreis wurde 2017 als erstem in Deutschland von der Deutschen Energie-Agentur das Zertifikat Energieeffizienz-Kommune verliehen.